# Club Deportivo Boiro
Il Club Deportivo Boiro è un club di calcio spagnolo del municipio di Boiro, Galizia, nella provincia di La Coruña. È stato fondato nel 1966 e disputa le sue partite in casa nel campo municipale di Barraña, con una capacità di 1.400 spettatori. Nel campionato 2016/2017 ha giocato per la prima volta nella Segunda División B. Attualmente milita nella Tercera Federación.

## Storia
Il club è stato fondato nel 1966 e ha disputato numerose stagioni nei campionati regionali. Nella stagione 1980-1981 è salito per la prima volta in Tercera División, anche se nove stagioni dopo sarebbe retrocesso nuovamente.
Nella stagione 2012-2013 ha fatto ritorno in Tercera División proveniente dalla Preferente Autonómica. La stagione seguente ha concluso il campionato in terza posizione, qualificandosi per i play-off di promozione alla Segunda División B, venendo però eliminato dal Náxara Club Deportivo.
Nella stagione 2015-2016 ha scritto una pagina storica conquistando il primo posto nel proprio girone di Tercera División. Nei play-off ha ottenuto la promozione in Segunda División B per la prima volta nella sua storia, sconfiggendo il Caudal Deportivo nella finale tra vincitrici di girone.
Alla sua prima partecipazione in Segunda División B, il club ha ottenuto la salvezza sul campo. Tuttavia, è stato retrocesso amministrativamente in Tercera División per non aver potuto saldare i debiti contratti con alcuni giocatori.

## Cronistoria
| Stagione  | Livello | Divisione                    | Posizione        | Coppa del Re |
| --------- | ------- | ---------------------------- | ---------------- | ------------ |
| 1967-1968 | 5       | Primera Regional             | 4º               | –            |
| 1968-1969 | 5       | Primera Regional             | 2º               | –            |
| 1969-1970 | 5       | Primera Regional             | 1º               | –            |
| 1970-1971 | 5       | Primera Regional             | 5º               | –            |
| 1971-1972 | 5       | Primera Regional             | 4º               | –            |
| 1972-1973 | 5       | Primera Regional             | 1º               | –            |
| 1973-1974 | 5       | Primera Regional             | 2º               | –            |
| 1974-1975 | 5       | Segunda Regional             | 6º               | –            |
| 1975-1976 | 5       | Segunda Regional             | 3º               | –            |
| 1976-1977 | 5       | Segunda Regional             | 1º               | –            |
| 1977-1978 | 5       | Primera Regional             | 3º               | –            |
| 1978-1979 | 5       | Preferente Regional          | 3º               | –            |
| 1979-1980 | 5       | Preferente Regional          | 4º (promosso)    | –            |
| 1980-1981 | 4       | Tercera División             | 20º (retrocesso) | –            |
| 1981-1982 | 5       | Preferente Regional          | 7º               | –            |
| 1982-1983 | 5       | Preferente Regional          | 4º               | –            |
| 1983-1984 | 5       | Preferente Regional          | 1º (promosso)    | –            |
| 1984-1985 | 4       | Tercera División             | 9º               | –            |
| 1985-1986 | 4       | Tercera División             | 11º              | –            |
| 1986-1987 | 4       | Tercera División             | 18º              | –            |
| 1987-1988 | 4       | Tercera División             | 10º              | –            |
| 1988-1989 | 4       | Tercera División             | 10º              | –            |
| 1989-1990 | 4       | Tercera División             | 15º              | –            |
| 1990-1991 | 4       | Tercera División             | 20º (retrocesso) | –            |
| 1991-1992 | 5       | Preferente Regional          | 5º               | –            |
| 1992-1993 | 5       | Preferente Regional          | 20º (retrocesso) | –            |
| 1993-1994 | 6       | Primera Regional             | 7º               | –            |
| 1994-1995 | 6       | Primera Regional             | 7º               | –            |
| 1995-1996 | 6       | Primera Regional             | 11º              | –            |
| 1996-1997 | 6       | Primera Regional             | 3º               | –            |
| 1997-1998 | 6       | Primera Regional             | 2º (promosso)    | –            |
| 1998-1999 | 5       | Preferente Regional          | 3º               | –            |
| 1999-2000 | 5       | Preferente Regional          | 12º              | –            |
| 2000-2001 | 5       | Preferente Regional          | 9º               | –            |
| 2001-2002 | 5       | Preferente Regional          | 10º              | –            |
| 2002-2003 | 5       | Preferente Regional          | 2º               | –            |
| 2003-2004 | 5       | Preferente Regional          | 7º               | –            |
| 2004-2005 | 5       | Preferente Regional          | 13º              | –            |
| 2005-2006 | 5       | Preferente Regional          | 7º               | –            |
| 2006-2007 | 5       | Preferente Autonómica        | 5º               | –            |
| 2007-2008 | 5       | Preferente Autonómica        | 1º (promosso)    | –            |
| 2008-2009 | 4       | Tercera División – Grupo 15  | 16º              | –            |
| 2009-2010 | 4       | Tercera División – Grupo 15  | 6º               | –            |
| 2010-2011 | 4       | Tercera División – Grupo 15  | 2º               | 1º turno     |
| 2011-2012 | 4       | Tercera División – Grupo 15  | 4º               | 2º turno     |
| 2012-2013 | 4       | Tercera División – Grupo 15  | 7º               | 2º turno     |
| 2013-2014 | 4       | Tercera División – Grupo 15  | 2º               | 2º turno     |
| 2014-2015 | 4       | Tercera División – Grupo 15  | 3º               | 2º turno     |
| 2015-2016 | 4       | Tercera División – Grupo 15  | 5º               | 2º turno     |
| 2016-2017 | 4       | Tercera División – Grupo 15  | 2º               | 2º turno     |
| 2017-2018 | 4       | Tercera División – Grupo 15  | 4º               | 2º turno     |
| 2018-2019 | 4       | Tercera División – Grupo 15  | 1º               | 2º turno     |
| 2019-2020 | 4       | Tercera División – Grupo 15  | 2º               | 1º turno     |
| 2020-2021 | 4       | Tercera División – Subgr. B  | 1º (promosso)    | 1º turno     |
| 2021-2022 | 4       | Segunda RFEF – Grupo 2       | 2º               | 1º turno     |
| 2022-2023 | 4       | Segunda RFEF – Grupo 2       | 1º (promosso)    | 2º turno     |
| 2023-2024 | 3       | Primera Federación – Grupo 1 | 6º               | 1º turno     |
| 2024-2025 | 3       | Primera Federación – Grupo 1 | In corso         | In corso     |